# Tuyết lở

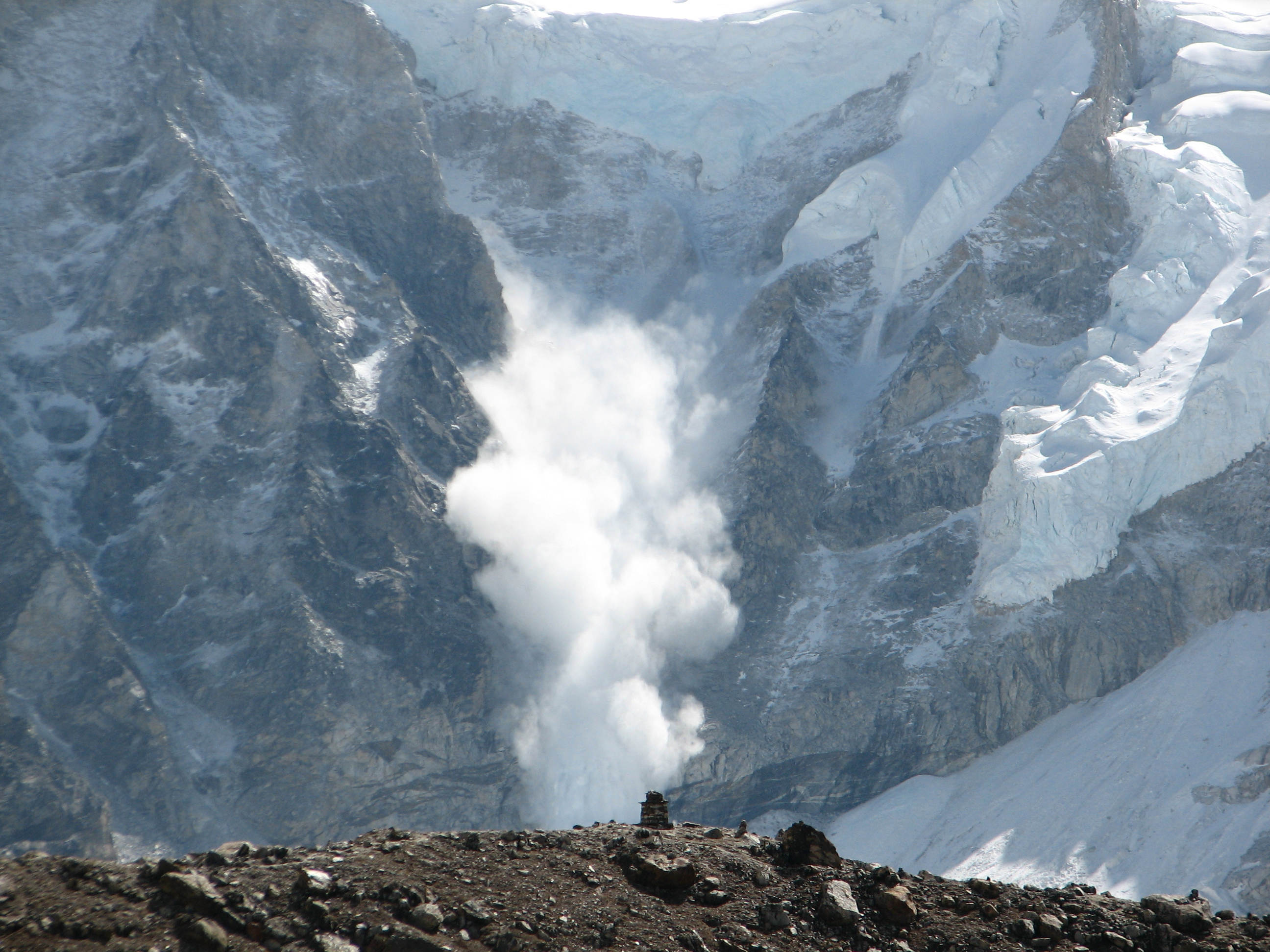
Tuyết lở gần núi Everest.

Tuyết lở, lở tuyết hay tuyết truồi (tiếng Anh là avalanche), là hiện tượng khi một lượng tuyết lớn, thường trộn với nước và không khí, đột ngột tuôn xuống triền núi. Tuyết lở là mối đe dọa lớn nhất gây thiệt hại nhân mạng và của cải ở miền núi lạnh.
Tuyết lở có khi đẩy thêm cả đá tảng.
Tuyết lở xảy ra dưới ba dạng. Trường hợp thứ nhất là khi lượng tuyết vượt quá độ bền cắt khiến tuyết trườn xuống dốc nhìn từ trên giống như hình giọt nước. Trường hợp hai là khi cả một nền tuyết đặc ở trên trượt xuống vì lớp tuyết phía dưới không đủ chắc để giữ nguyên vị trí. Đây là động lực gây ra 90% vụ thương vong vì nền tuyết dày đến vài mét và bề rộng có thể đến vài trăm mét. Trường hợp thứ ba là khi lớp tuyết thấm nước.

## Miêu tả
Tuyết lở là một hiện tượng trượt lở dữ dội của một khối tuyết lớn trên sườn núi. Cả một khối tuyết khổng lồ, có khi rộng tới 800m, nặng hàng triệu tấn - trượt xuống.
Tuyết lở có thể di chuyển với vận tốc 300 km/giờ, chôn vùi tất cả mọi thứ nằm trên đường đi của nó., còn nhanh hơn tốc độ xe hơi

## Yếu tố
Tuyết lở xảy ra vì trọng lượng nền tuyết quá nặng và triền dốc không đủ sức chịu đựng để giữ nguyên vị trí nền tuyết. Gió mạnh cũng có thể sinh ra tuyết lở. Phân tích nguy cơ tuyết lở không dễ vì phải căn cứ vào nhiều yếu tố.
Đa số các vụ tuyết lở xảy ra khi có lớp tuyết phủ dày trên các sườn núi không dốc lắm. Vì nếu sườn núi quá dốc, tuyết sẽ bị trượt đi trước khi kịp tích tụ lại cho đủ nhiều. Khi nó đã tích tụ đủ dày, một điều gì đó sẽ làm cho khối tuyết mất ổn định, khi đó, một kích động rất nhẹ cũng gây ra vụ lở tuyết.

## Địa hình
Tỷ lệ tuyết lở thường khá thấp đối với những triền dốc dưới 25 độ hoặc hơn 60 độ. Đó là vì triền dốc cao quá thường không tích tụ đủ tuyết và triền dốc thấp không đủ sức để làm nền tuyết di chuyển. Sinh hoạt con người thường gây ra nạn tuyết lở ở những con dốc từ 35 đến 45 độ.

## Tác động
Tất cả những gì nằm trên đường đi của khối tuyết, như nhà cửa, cây cối, con người, đều bị nghiền nát, chỉ có 5% là có cơ may sống sót.